# Wan-ning
Wan-ning (čínsky pchin-jinem Wànníng, znaky zjednodušené 万宁, tradiční 萬寧) je městský okres na jihovýchodě ostrovní provincie Chaj-nan v Číně. Má rozlohu 1 883,5 km² a v roce 2020 v něm žilo 545 992 obyvatel. Správním sídlem a městským jádrem okresu je městys Wan-čcheng.

## Geografie

### Poloha a rozloha
Wan-ning leží na jihovýchodě ostrovní provincie Chaj-nan. Na severu hraničí s městským okresem Čchiung-chaj, na západě s Liským a miaoským autonomním okresem Čchiung-čung a na jihu s Liským autonomním okresem Ling-šuej. Z východu Wan-ning omývají vody Jihočínského moře. Podle zeměpisných souřadnic se okres rozkládá mezi 18°35′ a 19°06′ severní šířky a 110°00′ a 110°34′ východní délky.
V severojižním směru Wan-ning měří 76 km, z východu na západ 38 km. Celková rozloha Wan-ningu je 1 883,5 km².
K okresu také připadají teritoriální vody o rozloze 2 550,1 km².

### Vodstvo
Mezi nejvýznamnější řeky ve Wan-ningu patři Tchaj-jang-che, Lung-kun-che, Lung-tchou-che a Lung-wej-che.

### Podnebí
Wen-čchang má tropické monzunové podnebí (Am, Aw).

## Administrativní členění

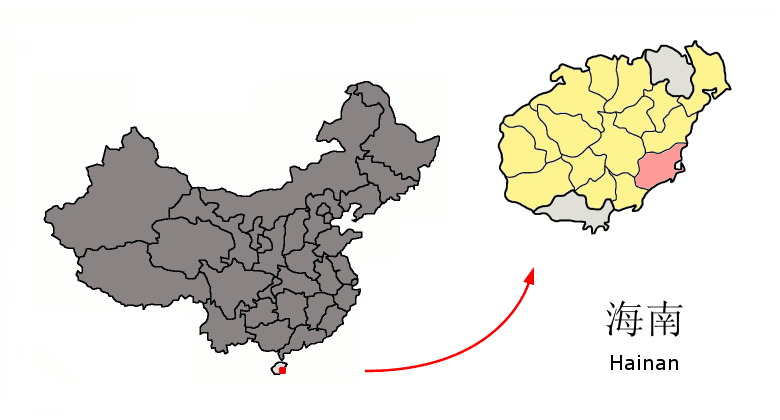
Wan-ning (světle červeně) na mapě Chaj-nanu

Wan-ning je městský okres, který správně spadá přímo pod jurisdikci provincie Chaj-nan. Sídlem okresu je Wan-čcheng.
Městskému okresu Wan-ning je administrativně podřízeno 12 městysů.
| Název (čínsky) | Název (čínsky) | Název (čínsky)    |
| Český přepis   | Znaky          | Pchin-jin         |
| Městys         | Městys         | Městys            |
| -------------- | -------------- | ----------------- |
| Wan-čcheng     | 万城镇         | Wànchéng zhèn     |
| Lung-kun       | 龙滚镇         | Lónggǔn zhèn      |
| Che-le         | 和乐镇         | Hélè zhèn         |
| Chou-an        | 后安镇         | Hòuān zhèn        |
| Ta-mao         | 大茂镇         | Dàmào zhèn        |
| Tung-ao        | 东澳镇         | Dōng'ào zhèn      |
| Li-ťi          | 礼纪镇         | Lǐjì zhèn         |
| Čang-feng      | 长丰镇         | Zhǎngfēng zhèn    |
| Šan-ken        | 山根镇         | Shāngēn zhèn      |
| Pej-ta         | 北大镇         | Běidà zhèn        |
| Nan-čchiao     | 南桥镇         | Nánqiáo zhèn      |
| San-ken-luo    | 三更罗镇       | Sān gēng luō zhèn |

## Obyvatelstvo
Podle Sedmého sčítání lidu Čínské lidové republiky v roce 2020 ve Wan-ningu žilo 545 992 obyvatel.

## Doprava

### Železniční
- Vysokorychlostní trať Chajnanský okruh – východní úsek, stanice Wan-ning

### Silniční
- Dálnice G98 Chajnanský okruh
- Dálnice G9813 Wan-ning –⁠ Jang-pchu
- Státní silnice 223